# Bill Allen (DJ)
Bill Allen (* 3. Dezember 1922 in Gallatin, Tennessee, USA; † 25. Februar 1997 in Nashville, Tennessee, USA), geboren als William Trousdale Allen III, bekannt als Hossman oder Hoss, war ein US-amerikanischer Radio-Discjockey, der in den 1950er bis 1990er Jahren durch sein Spielen von Rhythm and Blues und Gospelmusik beim Radiosender WLAC in Nashville bekannt wurde.

## Biografie
Allen wuchs in der kleinen Stadt Gallatin auf, etwa 35 Meilen nordöstlich von Nashville. In der Kirche kam er mit der Gospelmusik in Berührung. Als Jugendlicher wurde er Jazzmusiker. Während des Zweiten Weltkriegs spielte er im Ausland in Shows der United Service Organizations (USO). Nach dem Krieg studierte er Englisch und spielte mit dem Gedanken, Theaterschauspieler zu werden. Er entschied sich jedoch für eine Karriere beim Radio. Wie Gene Nobles spielte er R&B- und Jazzmusik und erzielte damit großen Erfolg.
1949 wechselte Allen zum Sender WLAC und wurde das jüngste Mitglied des sogenannten „50.000-Watt-Quartetts“ zusammen mit Gene Nobles, John R. (Richbourg) und Herman Grizzard.
1960 wurde er Mitarbeiter von Chess Records, kehrte aber 1963 zu WLAC zurück. Er förderte die aufkommende Soulmusik, führte daneben jedoch ein ausschweifendes Leben, das gelegentlich zu Problemen mit der Polizei führte. 1966 moderierte Allen die Fernsehshow „The !!! Beat“, von der 26 Folgen aufgezeichnet wurden.
In den frühen 1970er Jahren wandte sich WLAC mehr der aktuellen Popmusik zu, und Allen verlor an Bekanntheit. Außerhalb des Senders arbeitete er als Labelbetreiber und Musikproduzent in Nashville. Mitte der 1980er Jahre wurde er durch Werbespots wieder populärer, doch wurde seine Gospelsendung 1993 eingestellt.
Allen war der letzte Überlebende der vier Discjockeys, aus denen das „50.000-Watt-Quartett“ bestand. 1994 wurde Bill „Hoss“ Allen in die Blues Hall of Fame aufgenommen. 2010 wurde er in die Gospel Music Hall of Fame aufgenommen.